# Кастран, Мирослав Миронович
Мирослав Миронович Кастран (укр. Мирослав Миронович Кастран; род. 1 января 1980, село Залужье, Мукачевский район, Закарпатская область) — украинский дипломат. Чрезвычайный и Полномочный Посол Украины в Словакии (с 2022).

## Биография
Родился в 1980 году в селе Залужье. В 2002 году окончил Ужгородский национальный университет, юридический факультет по специальности «правоведение». В 2003 году окончил Дипломатическую академию Украины при МИД Украины, получил степень магистра внешней политики. Владеет английским и чешским.
С июля 2003 года — на дипломатической работе в Министерстве иностранных дел Украины.
В 2003—2004 годах — специалист второй категории управления культурного и гуманитарного сотрудничества МИД Украины.
В 2004—2006 годах — атташе Департамента культурного и гуманитарного сотрудничества МИД.
В 2006—2010 годах — вице-консул Консульства Украины в Брно (Чехия).
В 2011—2012 годах — второй секретарь отдела анализа и планирования Департамента консульской службы МИД Украины.
В 2012—2013 годах — первый секретарь отдела США и Канады второго территориального департамента МИД Украины.
В 2013—2014 годах — советник отдела США и Канады второго территориального департамента МИД Украины.
В 2014—2015 годах — начальник отдела анализа, планирования и тарифной политики Департамента консульской службы МИД Украины.
В 2015—2020 годах — консул Генерального консульства Украины в Нью-Йорке.
В 2020—2021 годах — заместитель директора Департамента государственного протокола МИД Украины.
В 2021—2023 годах — директор Департамента государственного протокола Министерства иностранных дел Украины.
С 18 октября 2022 года — Чрезвычайный и Полномочный Посол Украины в Словацкой Республике.

## Семья
Отец — Кастран Мирон Илькович, был помощником народного депутата.